# Carsten Linnemann
Carsten Christoffer Linnemann (ur. 10 sierpnia 1977 w Paderborn) – niemiecki polityk i ekonomista, działacz Unii Chrześcijańsko-Demokratycznej (CDU) i od 2023 jej sekretarz generalny, deputowany do Bundestagu.

## Życiorys
Po ukończeniu szkoły średniej i odbyciu służby wojskowej pracował w księgarni prowadzonej przez rodziców. Studiował zarządzanie przedsiębiorstwem w Fachhochschule der Wirtschaft w Paderborn, następnie odbył studia doktoranckie z nauk ekonomicznych na Uniwersytecie Technicznym w Chemnitz, na którym doktoryzował się w 2006. Został nauczycielem akademickim w katedrze makroekonomii na tej uczelni. Pracował również w Deutsche Banku, pełnił funkcję asystenta głównego ekonomisty banku Norberta Waltera. W latach 2007–2009 był zatrudniony w banku IKB Deutsche Industriebank w Düsseldorfie.
Działacz Unii Chrześcijańsko-Demokratycznej. W latach 2004–2008 był członkiem rady gminy Altenbeken. Od 2009 objął mandat deputowanego do Bundestagu. Z powodzeniem ubiegał się o reelekcję w kolejnych wyborach w 2013, 2017, 2021 i 2025. W latach 2022–2024 był zastępcą przewodniczącego CDU, a w 2023 objął funkcję jej sekretarza generalnego.